# 古殿松川テレビ中継局
古殿松川テレビ中継局（ふるどのまつかわテレビちゅうけいきょく）は、福島県石川郡古殿町に置かれているテレビ中継局。

## 概要
- 当テレビ中継局は、局名になっている様に石川郡古殿町大字松川字荷市場に置かれ、同町内の一部へ電波を送信している。

## 送信施設

### 地上デジタルテレビ放送
| リモコンキーID | 放送局名          | チャンネル | 空中線電力 | ERP   | 放送対象地域 | 放送区域内世帯数 | 開局日        |
| 1              | NHK福島総合テレビ | 30ch       | 19mW       | 100mW | 福島県       | 約250世帯        | 2011年4月20日 |
| 2              | NHK福島教育テレビ | 32ch       | 19mW       | 100mW | 全国         | 約250世帯        | 2011年4月20日 |
| 4              | FCT福島中央テレビ | 35ch       | 19mW       | 100mW | 福島県       | 約250世帯        | 2011年4月20日 |
| 5              | KFB福島放送       | 36ch       | 19mW       | 100mW | 福島県       | 約250世帯        | 2011年4月20日 |
| 6              | TUFテレビユー福島 | 37ch       | 19mW       | 100mW | 福島県       | 約250世帯        | 2011年4月20日 |
| 8              | FTV福島テレビ     | 34ch       | 19mW       | 100mW | 福島県       | 約250世帯        | 2011年4月20日 |

#### 歴史
- 2011年2月22日に予備免許交付、3月中旬から試験放送開始、4月18日に本免許交付、4月20日から本放送開始。

#### 備考
- 出力については、アナログ換算で190mW相当となるため、実質2倍弱の増力となる。

### 地上アナログテレビ放送
| 放送局名          | テレビチャンネル | 空中線電力          | ERP  | 放送対象地域 | 放送区域内世帯数 |
| ----------------- | ---------------- | ------------------- | ---- | ------------ | ---------------- |
| NHK福島教育テレビ | 50ch             | 映像100mW/ 音声25mW | 不明 | 全国         | 不明             |
| NHK福島総合テレビ | 52ch             | 映像100mW/ 音声25mW | 不明 | 福島県       | 不明             |
| FTV福島テレビ     | 54ch             | 映像100mW/ 音声25mW | 不明 | 福島県       | 不明             |
| FCT福島中央テレビ | 56ch             | 映像100mW/ 音声25mW | 不明 | 福島県       | 不明             |
| KFB福島放送       | 60ch             | 映像100mW/ 音声25mW | 不明 | 福島県       | 不明             |
| TUFテレビユー福島 | 62ch             | 映像100mW/ 音声25mW | 不明 | 福島県       | 不明             |

#### 歴史
- 開局時期は不明、2011年7月24日で廃局となる予定だったが、東日本大震災発生の影響で2012年3月31日まで稼動した。